# Cabo Daciolo
Benevenuto Daciolo Fonseca dos Santos (Florianópolis, 30 de março de 1976), mais conhecido como Cabo Daciolo, é um bombeiro militar, pastor evangélico e político brasileiro, filiado ao Republicanos.
Em 2014, foi eleito deputado federal pelo Rio de Janeiro. Expulso do Partido Socialismo e Liberdade (PSOL) em 2015, foi filiado ao Avante, Patriota, Podemos (PODE), Partido Liberal (PL), Partido da Mulher Brasileira (PMB) e Republicanos. Ficou nacionalmente conhecido por ter participado da eleição presidencial brasileira de 2018. Com 1 348 323 votos (1.26%), alcançou o sexto lugar nas eleições. Apesar de ser conhecido amplamente como "Cabo" Daciolo, em 2014 foi promovido pelo CBMERJ à graduação de 3º Sargento, sendo transferido para a reserva remunerada ainda ao final do mesmo ano.

## Vida pessoal
Benevenuto Daciolo Fonseca dos Santos nasceu em Florianópolis, sendo casado com a jornalista Cristiane Daciolo, falecida em 29 de agosto de 2023 devido a complicações decorrente de uma leucemia diagnosticada em 2018, e pai de três filhos. Formado em turismo, Daciolo ganhou notoriedade em 2011, quando foi uma das lideranças da greve dos bombeiros no Rio de Janeiro. Na ocasião, os grevistas ocuparam o quartel-general da corporação e acamparam nas escadarias da Assembleia Legislativa do Estado do Rio de Janeiro. Daciolo chegou a ser preso por nove dias no presídio de Bangu I. Daciolo frequentou a igreja Bola de Neve e posteriormente tornou-se membro da Igreja Evangélica Assembleia de Deus.

## Carreira política
Filiado ao Partido Socialismo e Liberdade (PSOL), foi eleito deputado federal pelo Rio de Janeiro nas eleições estaduais de 2014. Em março de 2015, Daciolo gerou atrito dentro do PSOL ao defender a libertação dos doze policiais acusados de participar da tortura e morte do pedreiro Amarildo Dias de Souza em 2013. Em maio do mesmo ano, o diretório nacional do PSOL decidiu, por 53 votos a 1, expulsar Daciolo do partido depois que ele propôs uma emenda constitucional para alterar o parágrafo primeiro da Constituição Brasileira de "todo poder emana do povo" para "todo poder emana de Deus", o que, segundo o PSOL, fere o estado laico. Na mesma reunião do diretório nacional, o PSOL decidiu, por 31 votos a 24, não reivindicar ao Tribunal Superior Eleitoral (TSE) o mandato de Daciolo.
Durante a votação do impeachment de Dilma Roussef, Daciolo defendeu não somente a saída de Dilma Rousseff, mas também a saída do vice-presidente, Michel Temer; fez críticas ao presidente da câmara dos deputados, Eduardo Cunha, à TV Globo, e ao governador e vice-governador de seu estado, Luiz Fernando Pezão e  Francisco Dornelles respectivamente.
Em dezembro de 2017, foi noticiada a absolvição de Daciolo pelo Supremo Tribunal Federal com base numa lei por ele mesmo proposta quando já era alvo de ação judicial. Daciolo era réu em ação criminal por associação criminosa (artigo 288, parágrafo único, Código Penal) e por diversos dispositivos da Lei de Segurança Nacional, porém foi beneficiado por lei de sua autoria que anistiou bombeiros e policiais militares de diversos estados que participaram de movimentos grevistas entre 2011 e 2015. Em 28 de março de 2018, foi lançado pelo Patriota como candidato a Presidente da República.
Em julho de 2018, em sessão na câmara dos deputados, "profetizou" a cura da colega, também deputada, Mara Gabrilli, deficiente física. Daciolo passou boa parte da campanha eleitoral no Monte das Oliveiras, um monte situado no bairro carioca de Campo Grande.
Para as eleições presidenciais de 2022, declarou apoio a Ciro Gomes e chegou a agendar sua filiação ao PDT. Em 15 de março de 2022, anunciou sua pré-candidatura ao governo do Rio de Janeiro pelo PROS, mas posteriormente a Executiva Nacional do PROS rejeitou sua pré-candidatura. No dia 2 de abril de 2022, filiou-se ao PDT para concorrer nas eleições de 2022 a uma vaga de senador pelo Rio de Janeiro.

### Candidatura à presidência da República
Nas eleições presidenciais de 2018, Daciolo foi candidato pelo partido Patriota, finalizando como o sexto candidato mais votado, com 1 348 323 votos (1.26%), à frente de candidatos como Henrique Meirelles e Marina Silva. Assim que foram divulgados os resultados do primeiro turno, Daciolo contestou os números, criticando o sistema de votação por urnas eletrônicas. Em representação apresentada ao Tribunal Superior Eleitoral, pediu a anulação da votação, alegando fraude. O TSE afirmou que a suspeita do candidato não tinha fundamento, e que nunca houve confirmação de qualquer fraude relacionada às urnas eletrônicas, que foram implantadas nas eleições brasileiras em 1996.
Durante a campanha, dava declarações polêmicas e irreverentes, como a "profecia" de que seria eleito o próximo presidente.
| “ | ... eu estou profetizando pra nação brasileira, eu vou ser o próximo presidente da república, pela honra e glória do senhor Jesus, em primeiro turno com 51% dos votos... | ” |

Suas declarações fizeram com que se tornasse alvo de memes na internet e uma figura popular na época, devido aos seus pronunciamentos marcados por citações religiosas e que misturam messianismo, teocracia, fundamentalismo cristão e teorias da conspiração. Seu jeito de se declarar gerou muito reconhecimento do povo brasileiro em geral e principalmente evangélico, que votaram nele ou se identificaram.
Durante o debate entre os candidatos, promovido pela Band, Daciolo afirmou que o candidato pelo PDT, Ciro Gomes, era um dos fundadores do Foro de São Paulo, e o questionou sobre sua participação da criação de uma suposta União das Repúblicas Socialistas da América Latina, a URSAL. Ciro Gomes, por sua vez, respondeu que não é fundador do Foro de São Paulo e que desconhecia o assunto, provocando risos na plateia. O fato gerou no dia seguinte uma avalanche de memes nas redes sociais, que tratavam o tema com humor.